# Leendert de Koningh
Leendert de Koningh (Dordrecht, 12 april 1777 – aldaar, 8 juni 1849) was een Nederlands schilder, tekenaar en lithograaf.

## Leven en werk
De Koningh was een zoon van wijnkoper Jan de Koningh en Sophia Noteman. Hij werd opgeleid aan de Koninklijke Akademie van Beeldende Kunsten in Amsterdam, hij kreeg les van Andries Vermeulen en Michiel Versteegh. In 1801-1802 verbleef hij enige tijd in Londen, daarna in Parijs, waar hij raadgevingen kreeg van Jacques-Louis David. Via Duitsland trok hij langs de Rijn en keerde terug naar Dordrecht. Hij trouwde daar in 1805 met zijn nicht Jacoba Wouterina de Koningh. In de periode 1805-1813 woonde het gezin in Londen. Na de Franse overheersing vestigde de familie zich weer in Dordrecht.
De Koningh schilderde en tekende zee- en riviergezichten, na 1813 meer landschappen. Hij maakte ook litho's en bracht een aantal daarvan uit. De Koningh was lid van de Koninklijke Akademie (1822) en van het Rotterdams genootschap Arti Sacrum. Hij nam deel aan diverse tentoonstellingen van Levende Meesters in onder andere Amsterdam, Dordrecht, Den Haag, Haarlem en Rotterdam. Hij gaf les aan zijn kinderen Sophia (1807-1870), John (1808-1845), Leonard (1810-1887) en Arie (1815-1867), en aan Adam van Peurse.
Leendert de Koningh overleed in 1849, op 72-jarige leeftijd.

## Enkele werken

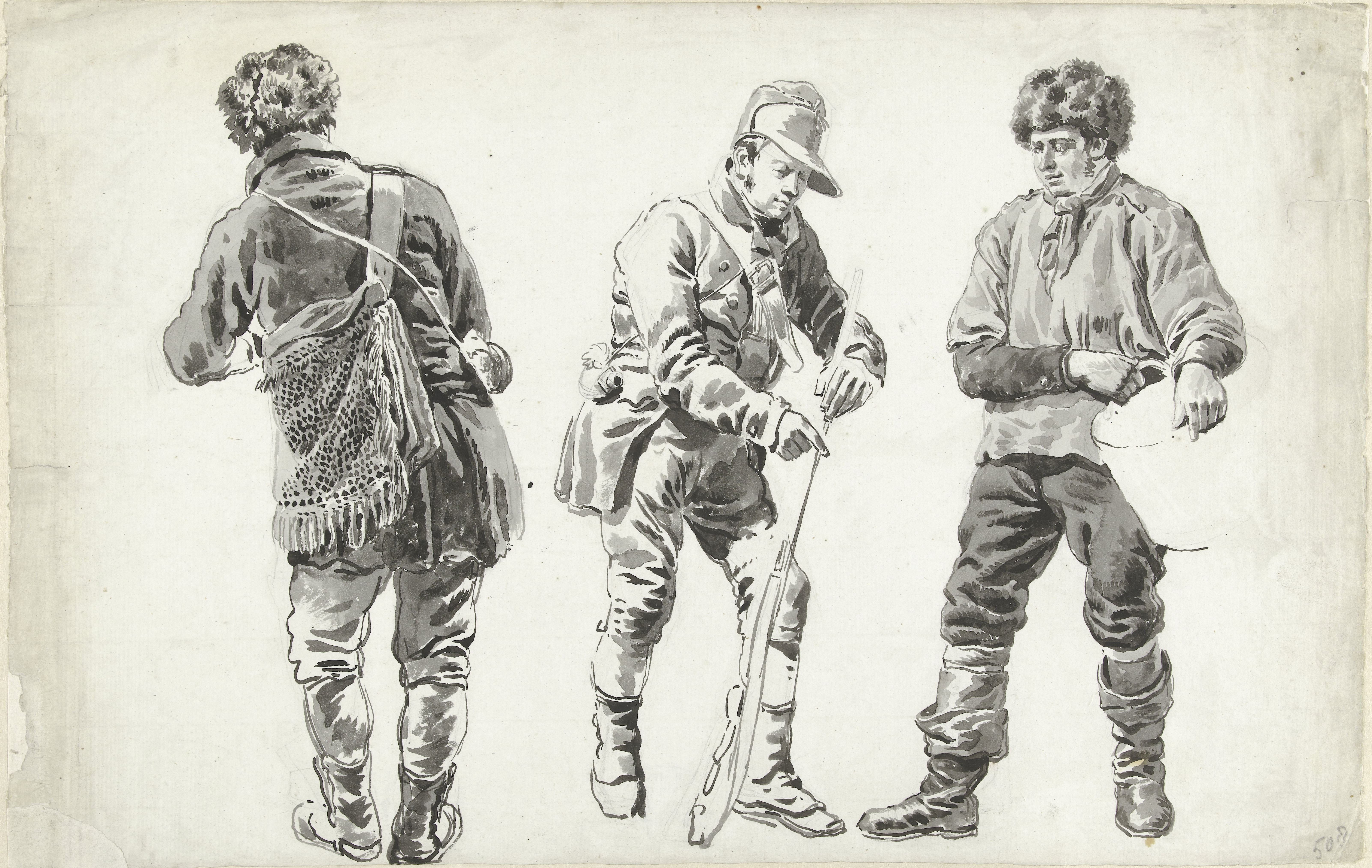
Studieblad met een jager op de rug gezien, een soldaat en een visser
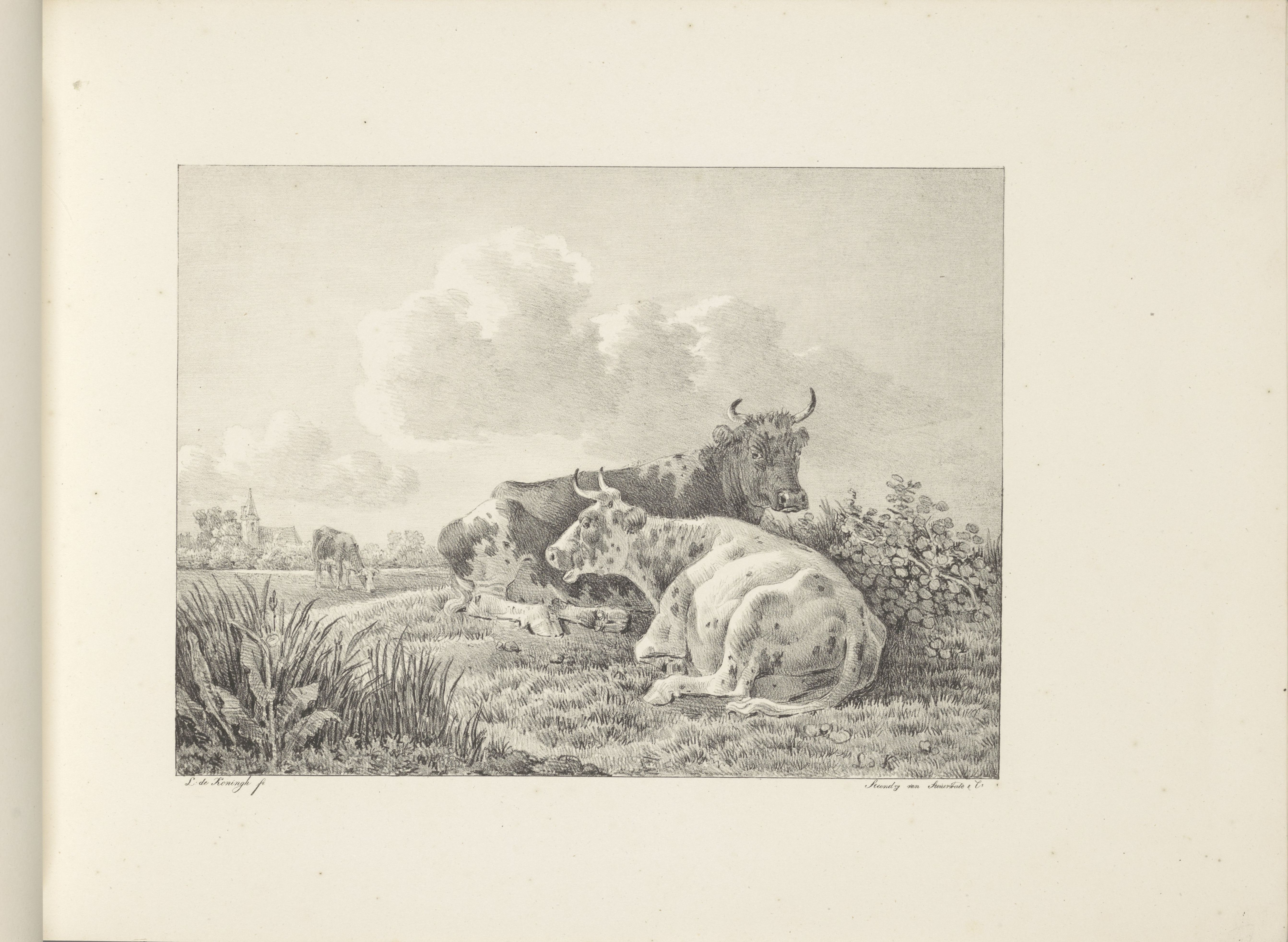
Landschap met drie koeien, uit Teekeningen naar Beesten
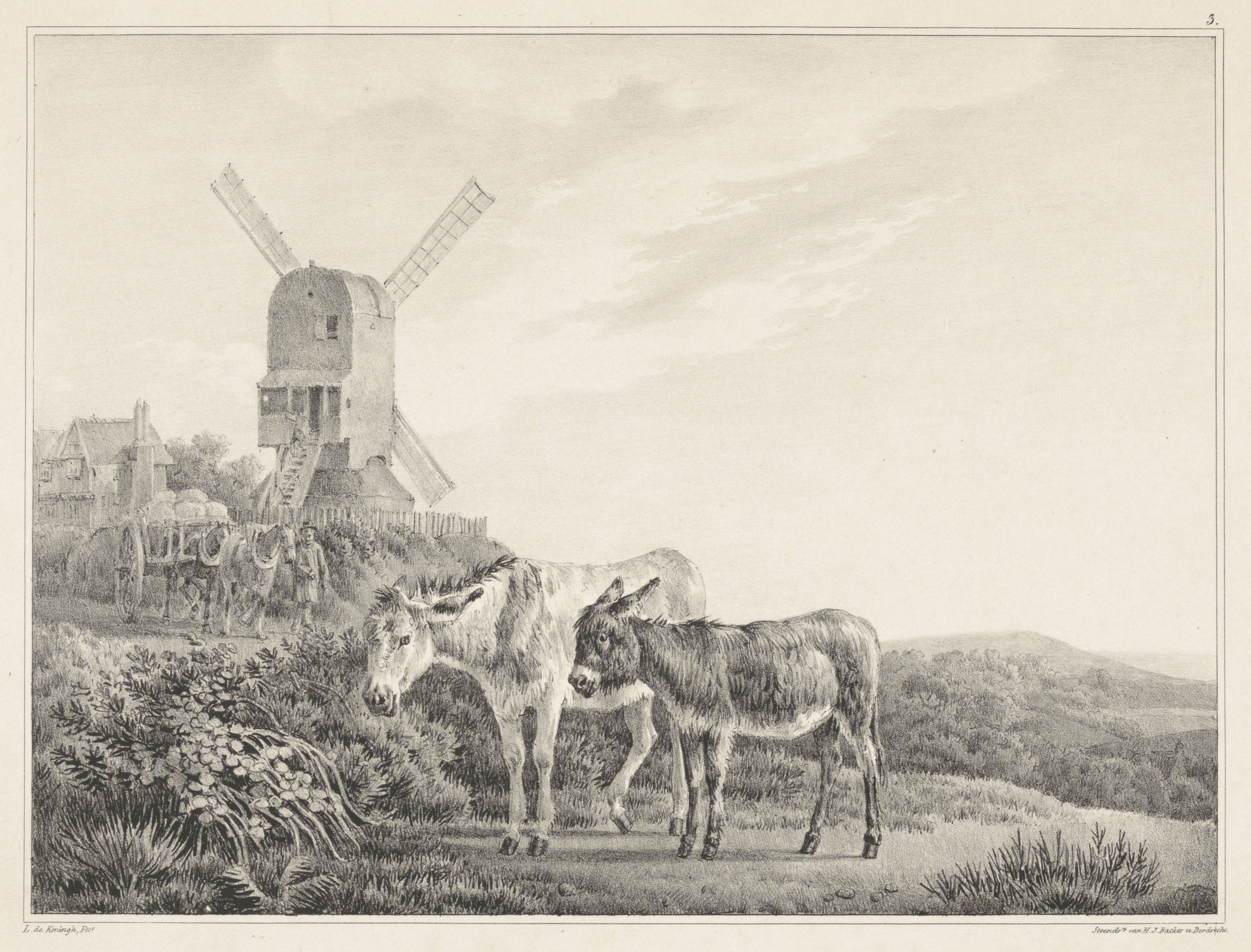
Twee ezels in een landschap bij een molen, uit Zes steen teekeningen

## Publicaties
- 1826: Teekeningen naar Beesten. Dordrecht: Steendrukkerij van Steuerwald & Co.
- 1833: Zes steenen teekeningen : Zijnde een vervolg op de Teekeningen naar Beesten door denzelfden. Dordrecht: Steendrukkerij van H.I. Backer.

- Biografisch Portaal: 19376753
- Digitale Bibliotheek voor de Nederlandse Letteren: koni047
- Gemeinsame Normdatei: 1225892066
- International Standard Name Identifier: 0000 0000 6812 8378
- Nederlandse Thesaurus van Auteursnamen: 074361236
- RKD-Nederlands Instituut voor Kunstgeschiedenis: 45640
- Union List of Artist Names: 500031960
- Virtual International Authority File: 95878583
- WorldCat: E39PBJpPxPGKtmBjRj8FXfwDMP